# Polistowskoje
Polistowskoje (ros. Полистовское) – jednostka administracyjna (osiedle wiejskie) wchodząca w skład rejonu bieżanickiego w оbwodzie pskowskim w Rosji.
Centrum administracyjnym osiedla jest osiedle typu miejskiego Krasnyj Łucz.

## Geografia
Powierzchnia osiedla wynosi 712,0 km².

## Historia
Do roku 2010 jednostka istniała jako wołost Cewielskaja z centrum administracyjnym w Cewło. Na mocy ustawy z 3 czerwca 2010 r. powstało obecne Polistowskoje z centrum administracyjnym w Krasnym Łuczu.

## Demografia
W 2020 roku osiedle wiejskie zamieszkiwało 1176 mieszkańców.

## Miejscowości
W skład jednostki administracyjnej wchodzi 19 miejscowości, w tym 1 osiedle typu miejskiego (Krasnyj Łucz) i 18 wsi (ros. деревня, trb. dieriewnia) (Borok, Cewło, Czilec, Makarino, Mieżnik, Polisto, Porchowok, Ratcza, Ruczji, Sincowo, Skopicha, Susielnica, Sysowa, Uchoszyno, Wichriszcze, Wieriaża, Zajcewo, Załużje).